# 桐生市立北小学校
桐生市立北小学校（きりゅうしりつ きたしょうがっこう）は、群馬県桐生市西久方町二丁目にある公立小学校。

## 概要

### 所在地
- 群馬県桐生市西久方町二丁目1番5号

### 学区
- 天神町一丁目～三丁目[1]
- 平井町
- 東久方町一丁目～三丁目
- 西久方町一丁目～二丁目
- 本町三丁目～三丁目
- 横山町
- 宮本町一丁目の一部：外環状線以北（1番～7番）
- 宮本町二丁目の一部：村松沢以東（1番～3番、7番～10番）
- 宮本町三丁目の一部（1番～8番）
- 宮本町四丁目
- 仲町一丁目の一部：坂西桐生線以北（1番～5番）
- 東一丁目の一部：坂西桐生線以北（1番～5番）
- 東二丁目の一部：坂西桐生線以北（1番～6番）
- 東三丁目の一部：坂西桐生線以北（1番～2番）
- 菱町五丁目の一部（1062番地～1073番地）

## 沿革
- 1873年（明治6年）11月 - 桐生新町六丁目の浄運寺にて、私立桐生学校として開校する。
- 1878年（明治11年）4月 - 現在地（下久方）に移転する。
- 1879年（明治12年）10月 - 公立学校となる。
- 1885年（明治18年）11月 - 山田第一校となる。
- 1886年（明治19年）4月 - 山田第一尋常小学校となる。
- 1890年（明治23年）2月 - 桐生北尋常小学校と改称する。
- 1939年（昭和14年）4月 - 桐生北尋常小学校と改称する。
- 1941年（昭和16年）4月 - 桐生北国民学校と改称する。
- 1947年（昭和22年）4月 - 桐生市立北小学校と改称する。

## 学校周辺
- 山手通り
- 桐生天満宮
- 桐生市立北中学校
- 群馬県立桐生工業高等学校
- 青蓮寺
- 法経寺
- 妙音寺
- 寂光院
- 桐生が岡公園
- 美和神社
- 桐生西宮神社